# Tresigallo
Tresigallo là một đô thị thuộc tỉnh Ferrara trong vùng Emilia-Romagna nước Ý. Đô thị này có diện tích 20 km², dân số 4754 người.
Đô thị này có làng giáp các đô thị sau: Ferrara, Formignana, Jolanda di Savoia, Migliarino, Ostellato.